# Buftea
Buftea es una ciudad con estatus de oraș de Rumania en el distrito de Ilfov, situada a 20 kilómetros al noroeste de Bucarest. Su población es cada vez mayor debido a su proximidad a la capital. Con 25.105 habitantes es la capital de distrito más pequeña de Rumania por la población. La localidad de Buciumeni es administrada por la ciudad.
La ciudad de Buftea es célebre por albergar los estudios MediaPro Pictures, el Palacio de Buftea y el Palacio de la familia Ştirbei.

## Geografía
Se encuentra a una altitud de 104 m s. n. m. a 20 km de la capital, Bucarest.

## Demografía
Según estimación 2012 contaba con una población de 20 587 habitantes.
| 1948 | 1956 | 1966 | 1977   | 1992   | 2002   | 2012   |
| s/d  | s/d  | s/d  | 14 891 | 19 399 | 20 350 | 20 587 |